# Lista orașelor din Statele Unite ale Americii
Această pagină este o listă alfabetică de orașe importante din Statele Unite ale Americii. Pentru a vedea cele mai mari orașe ale Statelor Unite ale Americii aranjate în ordine descrescătoare a populației vedeți o altă listă, Listă a orașelor SUA după populație. 
- Austin,  Texas
- Anaheim,  California
- Baltimore,  Maryland
- Boston,  Massachusetts
- Charlotte,  Carolina de Nord
- Chicago,  Illinois
- Dallas, Texas
- Detroit,  Michigan
- El Paso, Texas
- Eugene,  Oregon
- Flagstaff,  Arizona
- Glendale, Arizona
- Houston, Texas
- Las Vegas,  Nevada
- Los Angeles,  California
- Mesa, Arizona
- New York City,  New York
- Peoria, Arizona
- Peoria, Illinois
- Philadelphia,  Pennsylvania
- Phoenix, Arizona
- Portland, Oregon
- San Antonio, Texas
- San Diego, California
- San Francisco, California
- San Jose, California
- Seattle,  Washington
- Scottsdale, Arizona
- Tucson, Arizona
- Washington,  District of Columbia
- Winston-Salem, Carolina de Nord
- Yuma, Arizona